# The Heart of Lincoln
The Heart of Lincoln est un film muet américain réalisé par Francis Ford et sorti en 1915.

## Synopsis
Durant la guerre de Sécession, un jeune homme rejoint les rangs nordistes, alors que le frère de sa fiancée s'engage chez les 
Confédérés. Ceux-ci, lors d'une bataille, sont capturés…

## Fiche technique
- Réalisation : Francis Ford
- Scénario : Grace Cunard
- Production : Francis Ford
- Durée : 50 minutes
- Date de sortie :  États-Unis : 9 février 1915

## Distribution
- Francis Ford : Abraham Lincoln
- Grace Cunard : Betty Jason
- Ella Hall : acteur inconnu
- William Quinn : acteur inconnu
- Elmer Morrow : acteur inconnu
- Lew Short : acteur inconnu